# Larry Roland
Larry Roland (* 31. Juli 1949 in Boston; † 25. Februar 2023) war ein US-amerikanischer Jazzmusiker (Kontrabass, Sprache) und Lyriker.

## Leben und Wirken
Roland studierte an der Boston University (Abschluss 1973 in Erziehungswissenschaft); 1997 erwarb er den Master an der University of Massachusetts. Zunächst als Dichter und Congaspieler, ab 1976 auch als Bassist, begann er in Bostoner Cafés aufzutreten. Mit dem World's Experience Orchestra war er 1975 am Album The Beginning of a New Birth beteiligt. 1984–88 gehörte er der Hausband des Clubs Wally’s an. Ab Ende der 1980er-Jahre spielte er im Trio von Charles Gayle (Homeless, Silkheart 1987) und mit Raphe Malik, mit dessen Gruppe er u. a. 1991 beim Workshop Freie Musik der Akademie der Künste in Berlin auftrat (21st Century Texts, FMP). In diesem Jahrzehnt arbeitete er außerdem mit Dennis Warrens Full Metal Revolutionary Jazz Ensemble und dem Gunter Hampel Sextett. 1997 trat er mit eigenem Ensemble auf (Mitschnitte auf der Kompilation Autumn Uprising/A Three Day Festival of Boston New Improvised Music). 2001 legte er die Jazz-und-Lyrik-Produktion As Time Flows On vor, auf der er sich auf dem Kontrabass begleitete.
Ab den 2000er-Jahren arbeitete Roland u. a. mit der Choreografin Adrienne Hawkins sowie mit den Musikern Nick Goumas (Perseverance, 2003), William Hooker (Red, 2012), Yoron Israel (Visions - The Music of Stevie Wonder, 2012) und 2014 im Trio mit Avram Fefer und Federico Ughi. Mit seinem Jazz-und-Lyrik-Projekt Outside Within trat er 2012 mit Daniel Carter, Maria Grand und Akili Haynes im New Yorker Club The Stone auf. Im Bereich des Jazz war er zwischen 1991 und 2012 an zehn Aufnahmesessions beteiligt, auch an Alben von Giuseppi Logan. Roland lebte und arbeitete vorwiegend in Massachusetts.

## Diskographische Hinweise
- As Time Flows On (Boston Composers Group, 2001, solo)
- Peter Kuhn / Dave Sewelson / Gerald Cleaver / Larry Roland: Our Earth / Our World (pfMENTUM, 2016)